# روز اعتدال بهاری

روز اعتدال بهاری، شومبون نو هی (به ژاپنی: 春分の日 Shunbun no Hi) یکی از تعطیلات عمومی در ژاپن است. شومبون نو هی، روز اعتدال شب و روز در فصل بهار در ژاپن است که معمولاً مصادف با بیستم یا بیست و یکم ماه مارس است.. ژاپنی‌ها از قدیم بر این باور بوده‌اند که در روز اعتدال بهاری طبیعت تغییر کرده و حیات دیگری پیدا می‌کند. این روز همان اولین روز سال نو و اولین روز عید نوروز در ایران است.

## فلسفه بودایی
کلمه هیگان در اصل به معنی ساحل دور یا ساحل طرف مقابل است. از نظر دین بودایی زندگی بشر دو ساحل دارد یکی ساحلی که انسان هم‌اکنون در آن زندگی می‌کند و با انواع مشکلات و ناراحتی‌ها دست و پنجه نرم می‌کند که به این ساحل «شیگان» می‌گویند. پس شیگان همان حیات مادی و دنیوی است. از نظر دین بودایی وقتی انسان می‌میرد به ساحلی که دور از ماست و هیگان نام دارد کوچ می‌کند و از رنج‌ها و مشقت‌های این ساحل رهایی می‌یابد. پس در تفکر بودایی روز هیگان روز زنده شدن مجدد طبیعت و نشانی از زنده شدن مجدد انسان و رسیدن به آن ساحل دوردست است. ژاپنی‌ها در قدیم معتقد بودند که چون در روز شومبون نو هی طول روز و شب برابر است مردم این ساحل یعنی زندگان می‌توانند با مردم آن ساحل یعنی مردگان معاشرت داشته باشند. به همین دلیل مراسمی برگزار می‌کردند که هنوز در بعضی از استان‌های ژاپن پابرجاست. هدف از برگزاری شاد کردن روح رفتگان و زنده کردن یاد آنهاست.

## غذاهای سنتی
در بعضی از معابد به مناسبت این ایام مراسمی برگزار می‌شود و در این مراسم به حضار غذای مخصوصی به نام «شوجین ریوری» خیرات می‌کنند. در این غذا گوشت بکار نمی‌رود چون در آیین بودا کشتن حیوانات زنده نکوهیده‌است. در روز هیگان یک نوع شیرینی نیز خورده می‌شود که بوتاموچی می‌گویند. این شیرینی از برنج، لوبیای قرمز و شکر درست می‌شود. بعضی از مردم بوتاموچی را شیرینی ای خوش‌یمن می‌دانند چون در آن لوبیای قرمز به کار رفته‌است. یک ضرب‌المثل ژاپنی می‌گوید: «تانا کارا بُوتامُوچی» یعنی از تاقچه به‌طور تصادفی بوتاموچی به طرف کسی بیفتد و مفهوم آن روی آوردن شانس خوب به کسی است.